# Selfish (EP)
Selfish (engl. für selbstsüchtig) ist eine EP des deutschen Rappers Lance Butters. Sie erschien am 27. Juli 2012 als Eigenproduktion und wurde zum freien Download auf Butters’ offizieller Homepage freigegeben.

## Titelliste
1. Girl X Kush X Cash
2. Dämliche Faggots
3. Space Invader
4. Nein (feat. Chissmann)
5. Selfish
6. Cool Story
7. Dunkelrote Augen[2]

## Inhalt
Girls X Kush X Cash handelt vom Leben Butters’ nach der Veröffentlichung der selfish-EP und wie er sich sein perfektes Leben in Zukunft vorstellt. Wie der Titel schon vermuten lässt, geht es hierbei um Frauen, Geld und Drogen (Kush).
Dämliche Faggots handelt von seinen Hatern und den Fans, welche ihn andauernd zu Projekten anstiften, für die er aber kein Interesse hegt. Schon der erste Satz „Und die Fanboys sie sagen: ‚Mach mal nen Album‘ - Aber nein, ich mach ne EP“ trifft demnach den inhaltlichen Kern genau.
Space Invader handelt von Groupies und generell Frauen, mit denen Butters Geschlechtsverkehr hatte, ihn nun aber nicht mehr in Ruhe lassen.
Nein ist ein Track mit Chissmann, einem Vorbild Butters’. In ebendiesem geht es um andere Rapper, die Butters und Chissmann  um Features bitten, obwohl sie permanent abgelehnt werden.
Selfish ist ein Thementrack und handelt von der Produktion der selfish-EP.
Cool Story handelt von Rappern, die große Projekte planen und diese permanent gegenüber Butters thematisieren, den es aber nicht interessiert.
Dunkelrote Augen handelt von der Gras-Sucht und wie schwierig es ist, diese wieder loszuwerden.

## Produktion
Die EP ist eine Eigenproduktion und wurde über kein Label veröffentlicht. Die Beats wurden alle von Butters’ Hausproduzent Bennett On produziert.

## Videoauskopplungen
Insgesamt wurden zwei Videos zu Liedern der Selfish EP gedreht, zum einen Cool Story, das über den Youtube Channel 16BarsTV Premiere hatte und Dämliche Faggots, welches Butters auf seinem offiziellen YouTube-Channel veröffentlichte.

## Covergestaltung
Der Hintergrund ist komplett schwarz gehalten. Im Vordergrund sieht man die beiden Augenlöcher seiner Iron-Man-Maske, darunter steht kleingeschrieben selfish.

## Kritik
| Professionelle Bewertungen | Professionelle Bewertungen |
| -------------------------- | --- |
| Kritiken                   | |
| Quelle                     | Bewertung |
| www.rappers.in             | Sternsymbol · Sternsymbol · Sternsymbol · Sternsymbol · Sternsymbol · Sternsymbol                                                         |
| JD's Rapblog               | Sternsymbol · Sternsymbol · Sternsymbol · Sternsymbol · Sternsymbol                                                                       |
| Echos                      | Sternsymbol · Sternsymbol · Sternsymbol · Sternsymbol · Sternsymbol · Sternsymbol · Sternsymbol · Sternsymbol · Sternsymbol · Sternsymbol |

selfish erhielt größtenteils positive bis herausragende Kritiken.
www.rappers.in gab der EP 5 von 6 Punkten und merkte an, dass „Butters den Selfish Sound nicht nur als Stilmittel, sondern auch als Inhaltliches Konzept benutze“ und „Butters auf den genialen Beats von Bennet On mit simpelsten Texten unter Beweis stellen kann, wie übertrieben er doch rappe“.
JD's Rapblog gab der EP 5 von 5 Punkten und merkte an, dass „Butters seinen aroganten Style auslebe und nicht zu kurz verdeutliche“ und „dass genannter Style einfach zu Butters passen würde“.
Echo gab der EP 7 von 10 Punkten und sagte, dass „Butters nicht auf hohen und auch nicht auf niedrigen Niveau rappe, sondern seinen VBT-Style treu bleibe und somit gut rappe“. Außerdem merkte er an, dass „er sich den genialen Kritiken zu den Bennet On Beats nicht anschließen könne und bis auf Dunkelrote Augen nicht viele geniale Beats auf der EP vorfinden würde“.